# 交叉感染
交叉感染是指因為沒有採取足夠的防護措施而令傳染病散播，常發生於醫院及廚房之內。例子包括在醫院內的隔離制度執行得不夠嚴謹，以及在廚房內將已煮熟及未煮熟的食物置於同一地方等，都有機會造成交叉感染。